# Infrastrutture Venete
Infrastrutture Venete (IV, fino al 2018 Ferroviaria Servizi) è una società a responsabilità limitata italiana che gestisce la ferrovia Adria-Mestre e le infrastrutture della navigazione interna del Veneto.

## Storia
Ferroviaria Servizi era una società controllata da Sistemi Territoriali (ST) che nel 2013 fu individuata dall'amministrazione regionale veneta come soggetto verso il quale assegnare la gestione dell'infrastruttura ferroviaria di proprietà della Regione.
Nel 2018, il consiglio regionale approvò il passaggio di consegne che fu attuato nei mesi seguenti: il 28 maggio 2019 ST cedette alla Regione Veneto la completa partecipazione sociale di Infrastrutture Venete, mentre il 1º gennaio 2020 ci fu la cessione del ramo aziendale ferroviario e di navigazione interna da ST a IV.
Nel corso del 2020, la società subentrò alla Regione Veneto anche nei contratti di servizio stipulati con Trenitalia e Sistemi Territoriali. L'anno seguente, la Regione affidò a IV la stipula del contratto di servizio sulla direttrice Bologna-Brennero che fino al 2020 era di competenza statale. Il servizio fu stipulato con Trenitalia prima con un contratto ponte dalla validità di un anno, nel 2022, e poi con un altro di durata decennale a partire dal 1º gennaio 2023.
Il 16 dicembre 2024 ST, che nel corso dell'anno fu sostituita da Trenitalia nell'esercizio dei servizi ferroviari di sua competenza, fu incorporata in Infrastrutture Venete, con efficacia retroattiva al 1º gennaio dello stesso anno.

## Divisione ferroviaria
Infrastrutture Venete gestisce la ferrovia Adria-Mestre, di proprietà regionale.

### Materiale rotabile
La società ha ereditato da Sistemi Territoriali il parco ferroviario sia della Società Veneta sia delle società di gestione commissariale governativa, che si sono susseguite nell'esercizio della ferrovia Adria-Mestre dal 1986 al 1997, oltre che delle acquisizioni della società ferroviaria regionale dal 2004 al 2019.
A dicembre 2024, il parco rotabili a disposizione della società consta dei seguenti mezzi:
- quattro automotrici Ad 668
- cinque automotrici Ad 663
- tre rimorchiate semipilota serie Bp 663
- cinque autotreni GTW 4/12 di cui due ATR 120 e tre ATR 126
- tre autotreni GTW 2/6 di cui due ATR 110 e un ATR 116
- due autotreni ATR 803
- due elettrotreni ETR 340
- quattro elettrotreni ETR 360
- sedici elettrotreni ETR 343

I veicoli ferroviari a trazione elettrica e gli autotreni Diesel sono affidati in noleggio a Trenitalia, mentre le automotrici sono state affidate alla stessa impresa ferroviaria in comodato d'uso.
Nel parco rotabili di IV sono presenti anche:
- un locomotore da manovra Badoni
- un locotrattore Fresia F150FS strada/rotaia.

## Divisione navigazione interna
IV gestisce il collegamento navigabile Mantova-Venezia, costituito dai canali navigabili Fissero-Tartaro-Canalbianco-Po di Levante e Po-Brondolo.